# Oulun Palloseura (Fußball)
Oulun Palloseura, oftmals als OPS abgekürzt, ist ein finnischer Fußballklub aus Oulu. Der Klub gründete sich 2006 und sieht sich als Fortsetzung der Fußballabteilung des Sportklubs Oulun Palloseura.

## Geschichte
Die Fußballabteilung von Oulun Palloseura war zweimal finnischer Meister, ehe sie nach dem Abrutschen in den niederklassigen finnischen Fußball 2003 im AC Oulu aufgegangen war.
2006 gründete sich Oulun Palloseura als Fußballklub neu und übernahm das Startrecht des FC Dreeverit in der drittklassigen Kakkonen. Zur Unterscheidung vom Sportklub Oulun Palloseura trat er anfangs als OPS-jp (jp als Abkürzung für jalkapallo, das finnische Wort für Fußball) an. Ende 2009 schaffte die Mannschaft den Aufstieg in die Ykkönen, wo sie in der Spielzeit 2011 als Vizemeister hinter Erstligaabsteiger FC Lahti nur knapp den Aufstieg in die Veikkausliiga verpasste. Zwei Jahre später verpasste die Mannschaft mit einem Punkt Rückstand auf Joensuun Iloiset Peli-Pojat als Tabellenvorletzte den Klassenerhalt und stieg gemeinsam mit AC Kajaani ab.
Zur Spielzeit 2017 kehrte OPS in die zweite Liga zurück und platzierte sich auf dem letzten Nicht-Abstiegsplatz, nach Saisonende wurde jedoch die Lizenz für die folgende Spielzeit verweigert und der Klub durch KTP Kotka ersetzt.
Nachdem der Klub zeitweise nur im Juniorenbereich aktiv gewesen war, meldete er später wieder eine Mannschaft für den Erwachsenenbereich an. Diese erreichte 2021 die vierthöchste Spielklasse Kolmonen.